# 马什库勒
马什库勒（法語：Machecoul，法語發音：[maʃku(l)]）是法国大西洋卢瓦尔省的一个旧市镇，属于南特区。2016年1月1日，马什库勒与市镇圣梅姆勒特尼合并为新市镇马什库勒-圣梅姆，马什库勒为新市镇行政中心。

## 地理
马什库勒（46°59'35"N, 1°49'22"W）面积66.62 平方千米，位于法国卢瓦尔河地区大区大西洋卢瓦尔省，该省份为法国西北部沿海省份，位于布列塔尼半岛东南部，北起伊勒-维莱讷省，西北接莫尔比昂省，西临大西洋，南至旺代省，东临曼恩-卢瓦尔省。
与马什库勒接壤的市镇（或旧市镇、城区）包括：圣梅姆勒特尼。
马什库勒的时区为UTC+01:00、UTC+02:00（夏令时）。

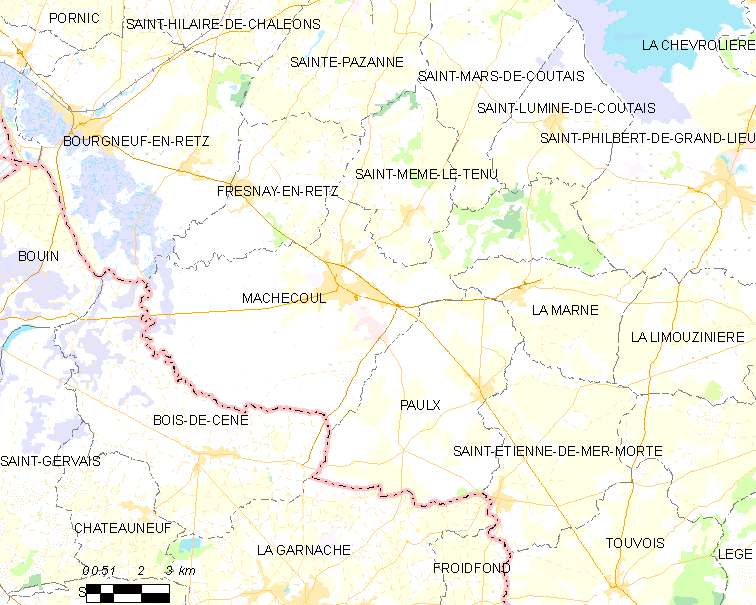
马什库勒的OSM定位图

## 行政
马什库勒的邮政编码为44270，INSEE市镇编码为44087。

## 政治
马什库勒所属的省级选区为马什库勒-圣梅姆县。

## 人口

1962-2008年间马什库勒人口变化图示

马什库勒于2018年1月1日时的人口数量为6334人。